# Metsatöll
Metsatöll är ett estniskt folk metal-band som grundades 1999 av gitarristen och sångaren Markus "Rabapagan" Teeäär, basisten Andrus Tins och trummisen Silver "Faktor" Ratassepp. Bandet har släppt sex fullängdsalbum. Det senaste, Karjajuht, kom 2014 och gavs ut av Spinefarm. Dagens Metsatöll består av grundaren Markus "Rabapagan" Teeäär tillsammans med gitarristen Lauri "Varulven" Õunapuu, basisten Raivo "KuriRaivo" Piirsalu och trummisen Tõnis Noevere.
Bandnamnet kommer från ett ålderdomligt estniskt ord "metsatöll" som är en eufemism för ordet "varg". I kalendern över spelningar och turnéer på bandets officiella webbplats anges årtalen efter beräkningen från den "lokala naturreligionen" där tideräkningen börjar med Billinge-katastrofen angiven till 8 213 år före vår vanliga tideräknings år 0, den tidpunkt då större delen av dagens Estland ska ha stigit upp ur havet. Enligt detta sätt att räkna utgavs första demoalbumet Terast mis hangund me hinge år 10 212.

## Historia

### Bandets bildande och de första åren (1999-2004)
Metsatöll, bestående av gitarristen och sångaren Markus "Rabapagan" Teeäär, basisten Andrus Tins och trummisen Silver "Faktor" Ratassep, spelade från början heavy metal med viss påverkan av estländsk folkmusik. I oktober/november 1999 spelade de in en fullängds-demo med nio låtar kallad Terast mis hangund me hinge. Året därpå blev Lauri "Varulven" Õunapuu också medlem i bandet där han spelar gitarr, flöjt, cittra, mungiga och andra traditionella folkmusikinstrument. Därmed blev också folkmusikinfluenserna i bandets musik starkare.
Basisten Andrus Tins lämnade bandet 2001 och några månader senare hade Metsatöll värvat Raivo "KuriRaivo" Piirsalu som ny basist, bakgrundssångare och kontrabasist. Bandet släppte singeln "Hundi Loomine" 2002 och en video för låten spelades in. Året därpå lämnade Silver Ratassepp bandet och Marko Atso blev ny trummis. 2004 släpptes nästa singel, "Ussisõnad".

### HiiekodaochRaua needmine(2004-2006)
I slutet av 2004 gavs fullängdsalbumet Hiiekoda ut av det estniska skivbolaget Nailboard Records. Albumet slog försäljningsrekord för estniska metallalbum och Metsatöll vann den årliga Eesti Muusikaauhinnad-utmärkelsen som 2005 års bästa metallband.
Året därpå kom även en nyinspelad version av det tidigare demoalbumet ut på Nailboard, denna gång kallat Terast mis hangund me hinge 10218 och inspelad med bandets då aktuella sättning. Albumet gav Metsatöll sin andra utmärkelse av Eesti Muusikaauhinnad, denna gång för bästa metallalbum. Detta år genomförde också bandet ett samarbete med Estlands Nationella manskör (Eesti Rahvusmeeskoor) då de tillsammans framförde verket Raua needmine (Järnets förbannelse) av den estniske kompositören Veljo Tormis. Konserten genomfördes i klosterruinerna i Pirita klooster. Framförandet resulterade också i en live-DVD/CD som gavs ut av Elwood Mussik 6 december 2006 med titeln Raua needmine.

### IivakiviochÄio(2007-2010)

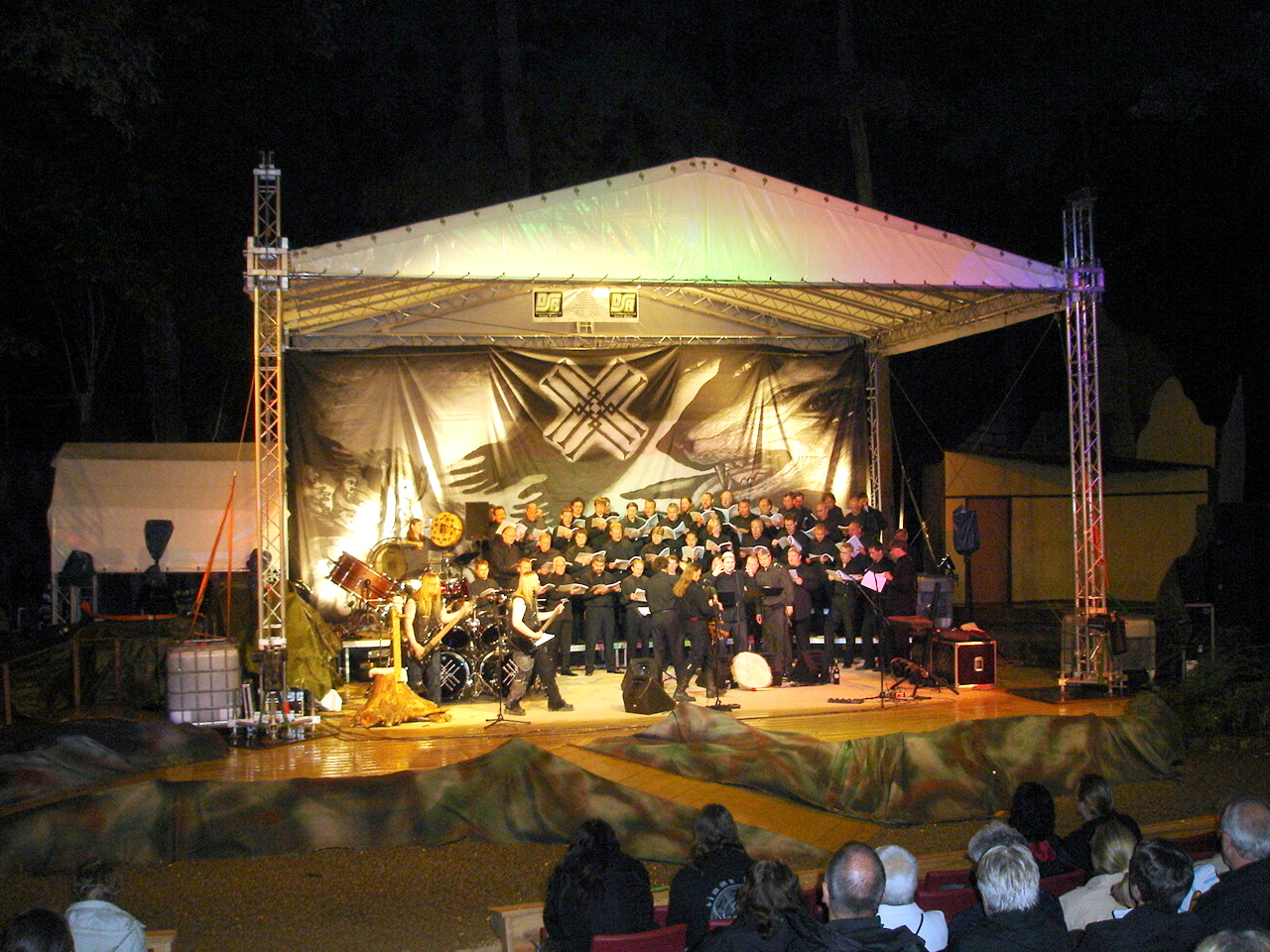
Metsatöll med manskören Eesti Rahvusmeeskoor 2008

I februari 2008 släpptes Metsatöll sitt tredje album Iivakivi och det året fick bandet återigen ta emot utmärkelsen som Årets bästa metallband av Eesti Muusikaauhinnad. För att fira sitt tioårsjubileum gav bandet året därpå ut en dubbel-DVD/CD kallad Kõva Kont med material från åren 2000-2008, med bakgrundsmaterial som följer bandet från den första spelningen som båda deras fans bevistade till konserten Märkamisaeg på Sångarfältet i Tallinn som bevistades av 100 000 åhörare.
Bandets fjärde studioalbum Äio gavs ut Spinefarm/Universal 3 mars 2010. Albumet släpptes också som dubbel-LP på vinyl av Svart Records i Finland. På inspelningen medverkade förutom bandet även den nationella manskören Eesti Rahvusmeeskoor. Äio spelades in i Finnvox studios i Finland and Sinusoid studios i Estland. Albumet mixades av Mikko Karmila. En musikvideo spelades in för singeln "Vaid Vaprust".

### UlgochKarjajuht(2011-2014)

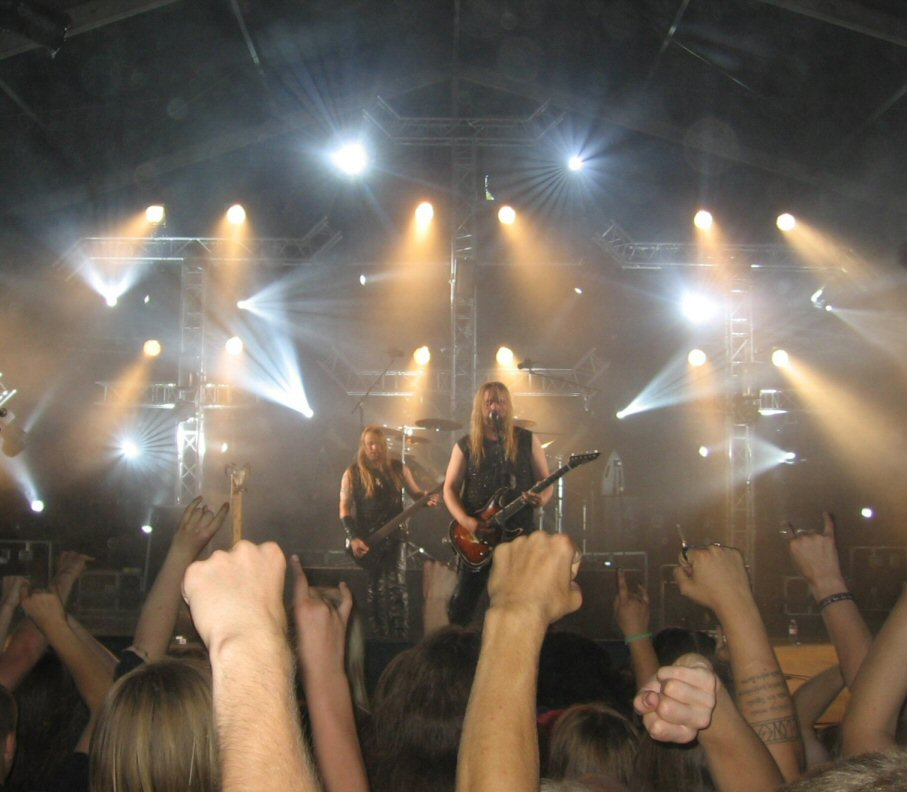
Metsatöll på Tuska Open Air i Helsingfors

Med en fortsatt stabil lineup och kontrakt med Spinefarm släppte Metsatöll sitt femte studioalbum Ulg redan ett drygt år efter det förra, den 1 november 2011. Utöver som vanlig CD släpptes skivan också i en metallbox i en begränsad upplaga. Därefter dröjde det dock till mars  2014 innan ännu ett studioalbum gavs ut. Karjajuht är bandets sjätte fullängdsplatta och släpptes även den på Spinefarm. Utöver bandets musiker finns på skivan två gästsångare, Jonne Järvelä från Korpiklaani på spår två "Lööme mesti", och Kadri Voorand på det nionde spåret "Surmamüür".
Mellan de två studioalbumen utgavs ett livealbum inspelat på Tuska Open Air i Helsingfors 30 juni 2012. Originalutgåvan var en musik-CD och en medföljande DVD innehållande musikvideor till låtarna "Vaid vaprust" och "Küü". Även en vinylutgåva släpptes, begränsad till 500 exemplar. Albumen släpptes28 september 2012.

### Pummelung EPoch nytt samlingsalbum (2015- )

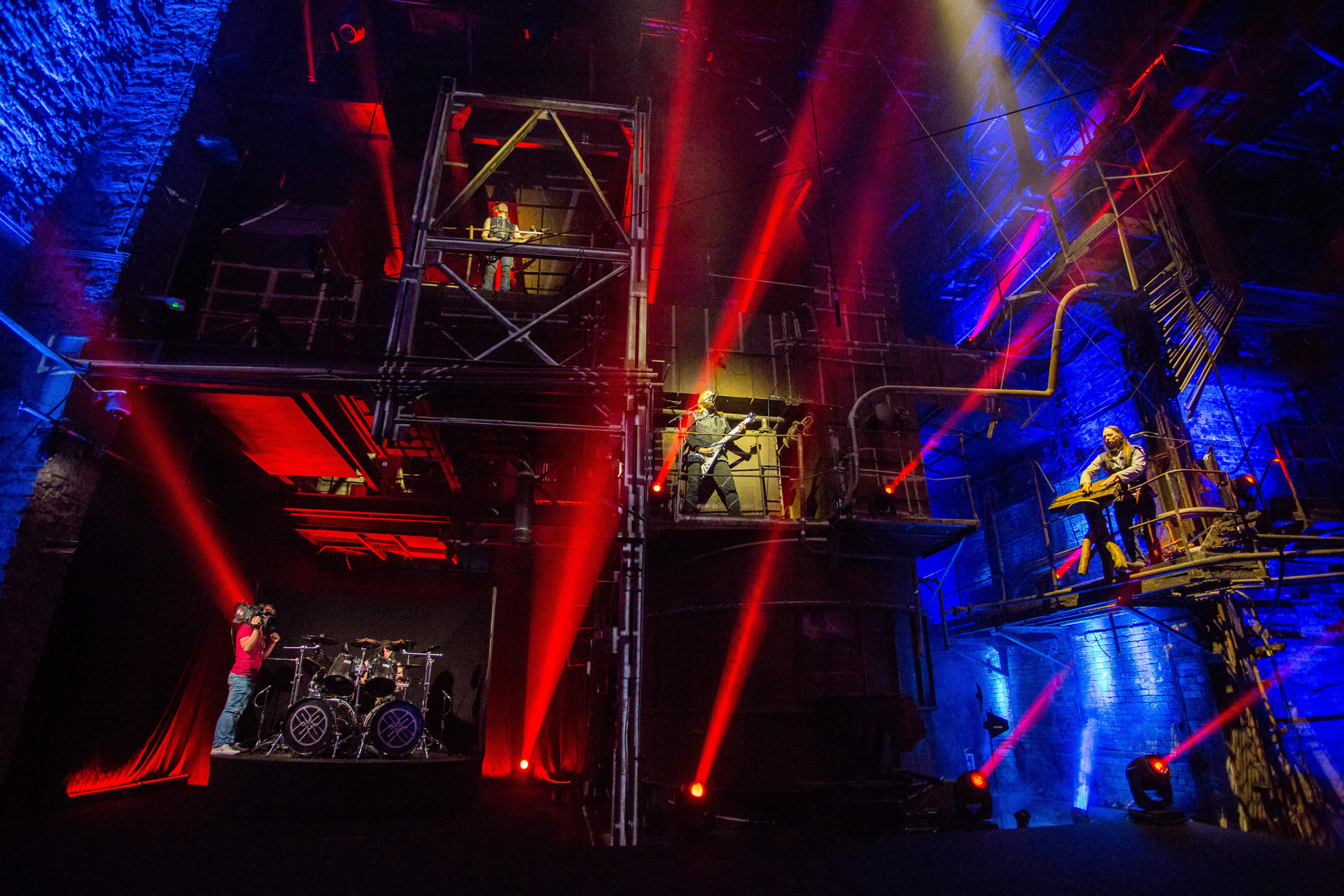
Metsatöll spelade på EU:s öppningskonsert för EU2017EE

En trespårs EP kallad Pummelung släpptes 2015 med bland annat låten "Külmale maale" som är en cover på det estländska punkbandet J.M.K.E., aktiva sedan 1986. I november  2016 släppte Metsatöll sitt första samlingsalbum sedan tioårsjubileets Kõva Kont, denna gång en ren musik-CD kallad Vana jutuvestja laulud. Bland de 16 spåren på albumet finns även två helt nya låtar, "Vimm" och "Meri ja maa". För "Vimm" gjordes även en musikvideo.
Metsatöll var en del av invigningsceremonin för Estlands övertagande av ordförandeskapet i Europeiska unionens råd det andra halvåret 2017.
Marko Atso lämnade bandet i december 2017 och senare samma månad meddelade Metsatöll att ny trummis blir Tõnis Noevere.

## Nomineringar och utmärkelser
Metsatöll erhöll Eesti Muusikaauhinnad (Estonian Music Awards)-priset som Årets metallband vid galan år 2005 för Hiiekoda. Året därpå vann bandet utmärkelsen igen, då för albumet Terast mis hangund me hinge 10218. Bandet var även nominerat till utmärkelserna Årets grupp och Årets rockartist vid det årets gala. Nästa album, Iivakivi, meriterade Metsatöll för ytterligare ett pris i klassen Årets metallband 2009. Albumet Äio gav dem åter utmärkelsen Årets metallalbum och bandet var även nominerat till Årets artist 2011. Metsatöll var också ett av banden som uppträdde på galan det året.
Bandet nominerades 2012 för Ulg till både Årets band, Årets album, Årets musikvideo och Årets metallalbum, och Metsatöll tog hem det sistnämnda. Senaste albumet Karjajuht låg bakom att bandet förärades utmärkelsen för bästa metallalbum även 2015.

## Medlemmar

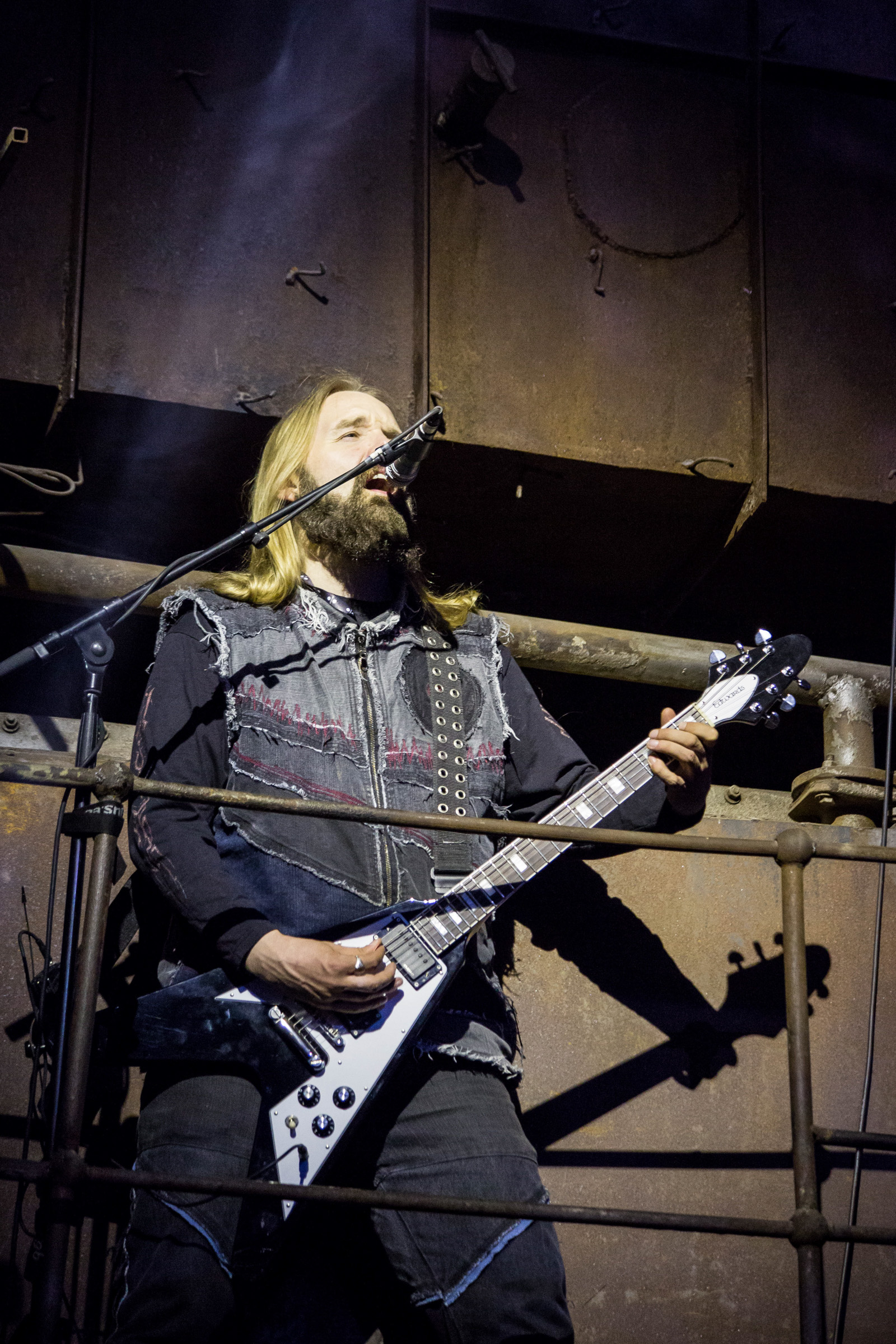
Markus Teeäär på öppningskonserten för EU2017EE
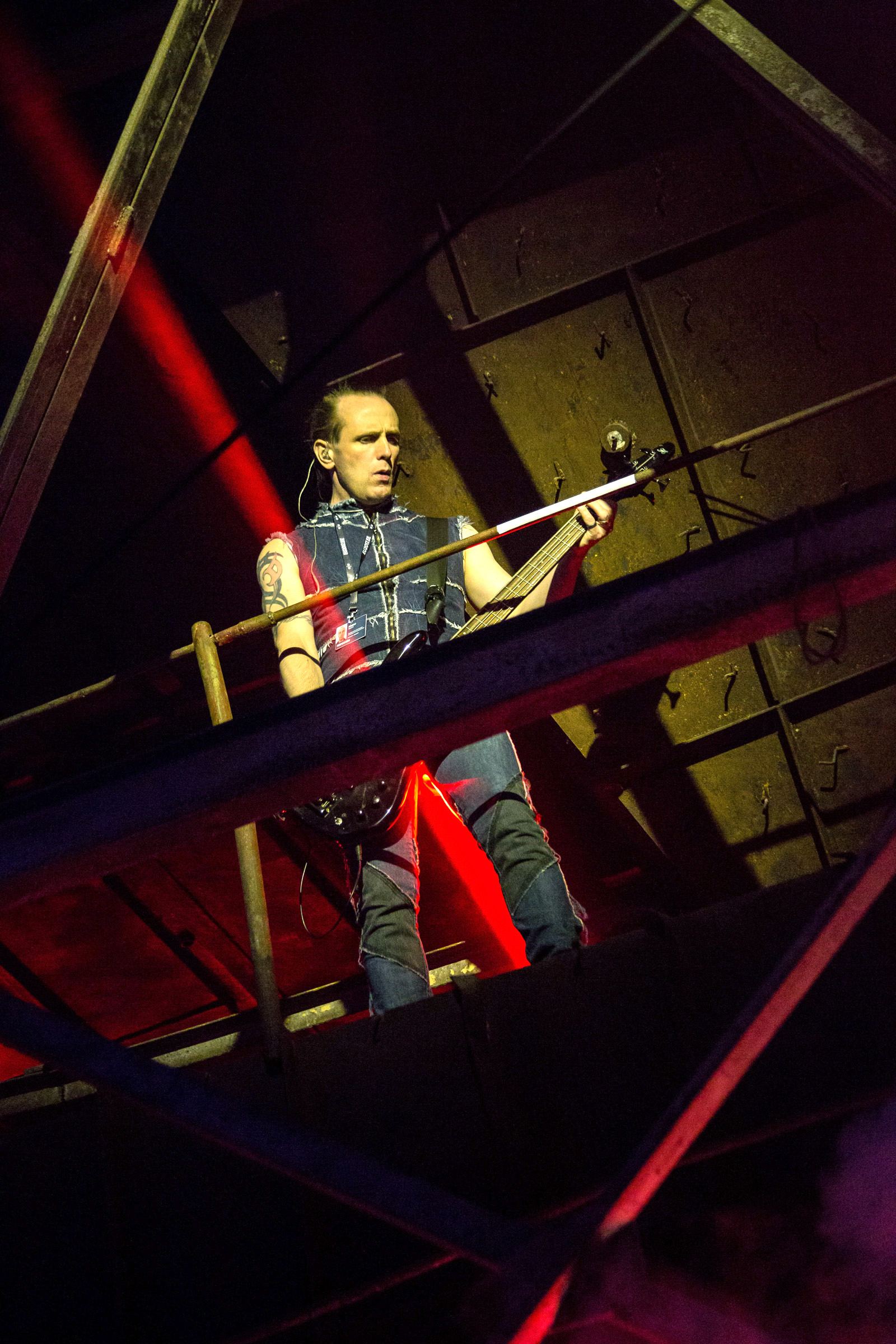
Raivo Piirsalu på öppningskonserten för EU2017EE
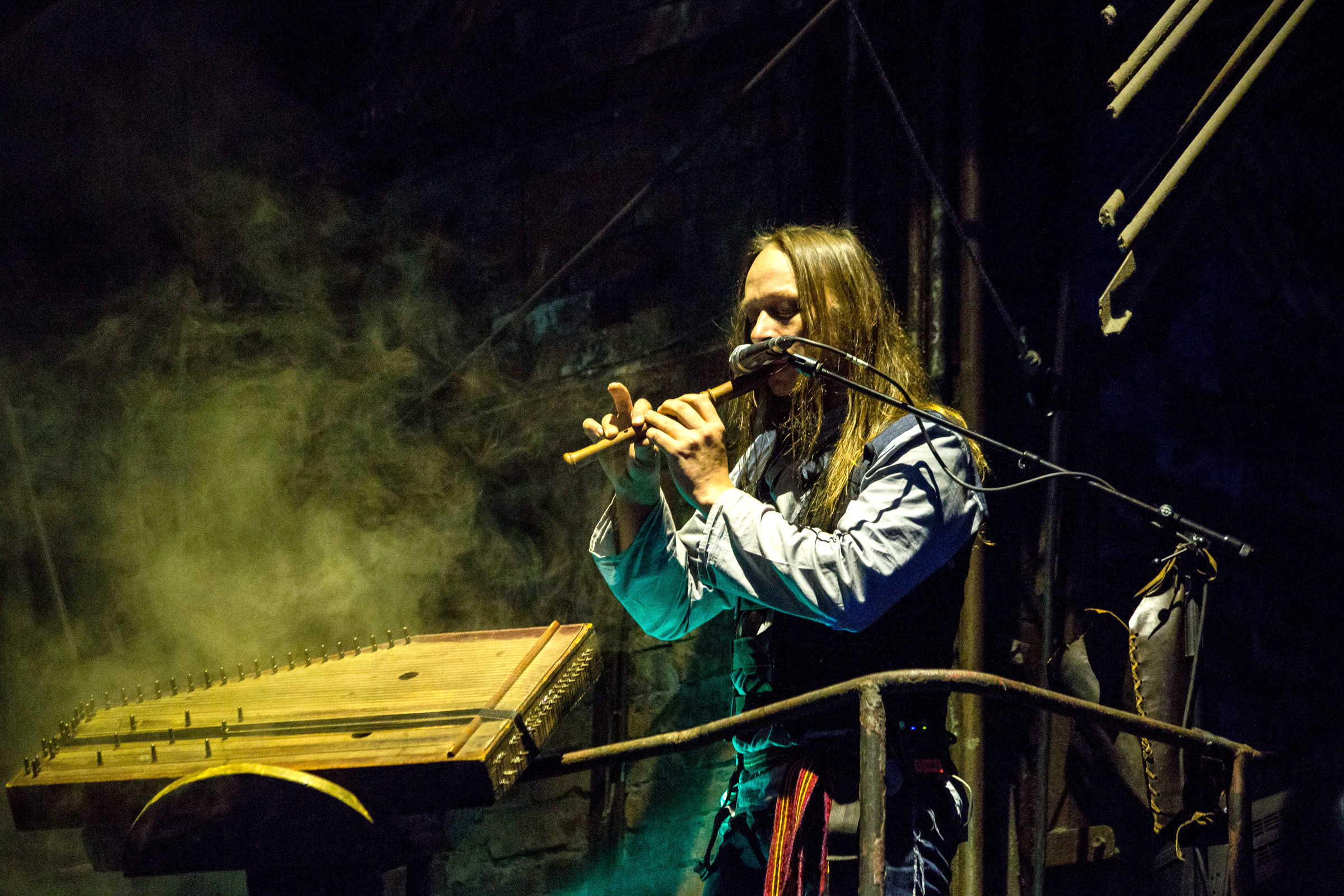
Lauri "Varulven" Õunapuu på öppningskonserten för EU2017EE
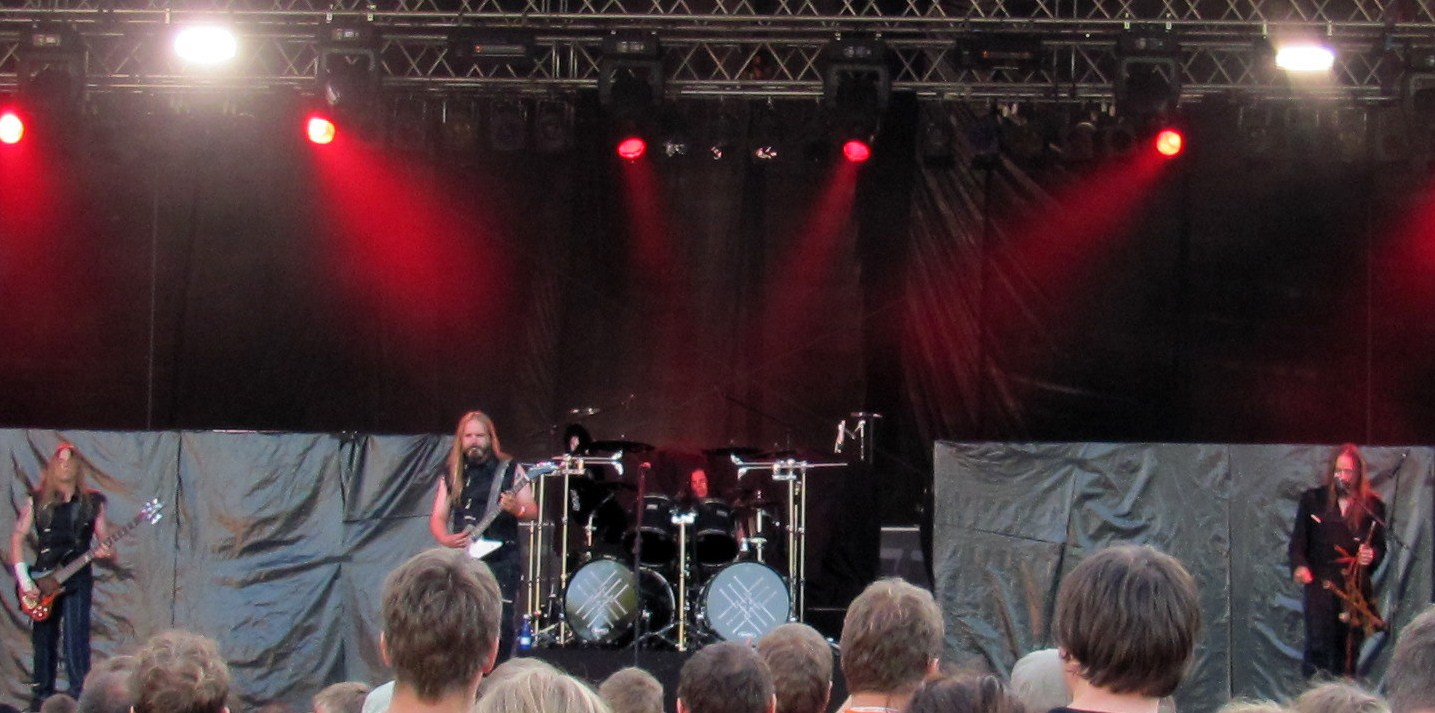
Marko Atso (centrum) med Metsatöll i Haapsalu 2010

### Nuvarande medlemmar
- Markus "Rabapagan" Teeäär – sång, rytmgitarr (1999–nutid)
- Lauri "Varulven" Õunapuu – gitarr, sång, flöjt, cittra, mungiga och andra folkmusikinstrument(2000–nutid)
- Raivo "KuriRaivo" Piirsalu – bas, bakgrundssång, kontrabas (2001–nutid)
- Tõnis Noevere – trummor, bakgrundssång (2017–nutid)

### Tidigare medlemmar
- Silver "Factor" Rattasepp – trummor, bakgrundssång (1999–2004)
- Andrus Tins – bas, bakgrundssång (1999–2000)
- Marko Atso – trummor, bakgrundssång  (2004–2017)

## Diskografi
Demo
- Terast mis hangund me hinge - (1999)

Singlar
- "Hundi loomine" - (2002)
- "Ussisõnad" - (2004)
- "Sutekskäija" - (2006)
- "Veelind" - (2008)
- "Merehunt" - (2008)
- "Vaid vaprust" - (2010)
- "Küü" - (2011)
- "Kivine maa" - (2011)
- "Lööme mesti" - (2013)
- "Tõrrede kõhtudes" - (2014)
- "Külmking" - (2014)
- "Pummelung" - (2015)
- "Vimm" - (2016)

Studioalbum
- Hiiekoda - (2004)
- Terast Mis Hangund Me Hinge 10218 - (2005)
- Iivakivi - (2008)
- Äio - (2010)
- Ulg - (2011)
- Karjajuht - (2014)
- Katk Kutsariks - (2019)

Split, samarbeten
- Mahtra Sõda Metsatöll/Tsõdsõpujaleelo - (2005)
- ...Suured koerad, väiksed koerad ... Metsatöll/Kukerpillid - (2008)

EP
- "Sutekskäija" EP - (2006)
- "Pummelung" EP - (2015)

Samlingsalbum
- Vana Jutuvestja Laulud - (2016)

## Live- & videoalbum
- Lahinguväljal näeme, raisk! DVD/CD  - (2006)
- Raua needmine DVD/CD  - (2006)
- Curse upon Iron DVD/CD  - (2007)
- Kõva kont DVD/CD  - (2009)
- Tuska' DVD/CD  - (2012)